# ميسيل مونيوث
ميسيل مونيوث (بالإنجليزية: Angel Muñoz)‏ هو سياسي أمريكي، ولد في 25 مارس 1960 في الولايات المتحدة. حزبياً، نشط في الحزب التقدمي الجديد.